# Léopoldine Naudet
 (décembre 2016).
Si vous disposez d'ouvrages ou d'articles de référence ou si vous connaissez des sites web de qualité traitant du thème abordé ici, merci de compléter l'article en donnant les références utiles à sa vérifiabilité et en les liant à la section « Notes et références ».
Léopoldine Naudet (Florence, 13 mai 1773 - Vérone, 17 août 1834) est une religieuse toscane, fondatrice des sœurs de la Sainte Famille de Vérone et vénérée comme bienheureuse par l'Église catholique.

## Biographie
Fille de Joseph Naudet, haut fonctionnaire de la cour du grand-duc Léopold Ier de Toscane, originaire de Soissons, et de Susanna von Arnth, fille d'un officiel autrichien. Elle naît à Florence.
Après le décès prématuré de sa mère, elle passe son enfance entre l'Italie, la France et l'Autriche. À la suite de la mort de son père, elle suit le grand-duc Léopold, devenu empereur du Saint-Empire romain germanique, et devient l'une des dames de compagnie de sa fille, l 'archiduchesse Marie-Anne d'Autriche ; qui en 1791 devient abbesse du chapitre de dames nobles de Prague.
Entrée en contact avec Nicolas Paccanari, c'est sous sa direction qu'elle fonda la congrégation des Dilettes de Jésus, religieuses enseignantes d'inspiration ignacienne. À cause de la disgrâce de Paccanari, la congrégation est dissoute et Leopoldina part pour Vérone, où elle devient la collaboratrice Madeleine de Canossa, fondatrice des Filles de la Charité Canossiennes (qui sera canonisée).
Désireuse de se consacrer à l'éducation chrétienne des jeunes filles de bonne famille, Leopoldina Naudet fonde en 1816 la congrégation des Sœurs de la Sainte-Famille. L'institut sera approuvé de droit pontifical en 1833, un an avant la mort de la fondatrice.

## Béatification
Ce n'est qu'en 1971 que la cause en béatification et canonisation de Léopoldine Naudet s'ouvre dans le diocèse de Vérone. L'enquête diocésaine conclut en 1988, elle est envoyée à Rome pour y être étudiée par la Congrégation pour les causes des saints. Le 6 juillet 2007, le pape Benoît XVI reconnaît l'héroïcité de ses vertus et la déclare donc vénérable.
Le 21 décembre 2016, le pape François signe un décret authentifiant un miracle obtenu par l'intercession de Leopoldina Naudet, et ouvrant ainsi la voie à sa béatification. Elle est ainsi proclamée bienheureuse au cours d'une cérémonie célébrée dans l'église Sant'Anastasia de Vérone par le cardinal Angelo Amato le 29 avril 2017.